# 卡里·沃恩
卡里·沃恩（英語：Cary Vaughan）是一位美國英語講師和記者，並因黎巴嫩的特里·安德森人質事件而聞名。

## 生平
卡里·沃恩是貝魯特美國大學的一位講師，以及美聯社的一位兼職記者。沃恩和丈夫比爾·弗利在特里·安德森被綁架前早已經是朋友。在安德森遭真主黨武裝分子綁架後，沃恩和弗利便努力拯救他。對於他們的努力，保護記者委員會於是在1991年頒予他們国际新闻自由奖。